# Bahnhof Lichte (Thür) Ost
Der Bahnhof Lichte (Thür) Ost war eine Eilzugstation an der Bahnstrecke Probstzella–Neuhaus am Rennweg in Lichte, heute ein Ortsteil von Neuhaus am Rennweg.
Der Bahnhof liegt auf einer Höhe von 618,54 Metern über Normalnull und hatte in seiner größten Ausdehnung zwei Bahnsteige, drei Durchgangsgleise, eine Ladestraße, ein Abstellgleis sowie ein Gleis zum Güterschuppen.

## Geschichte
Der Bahnhof wurde am 16. Januar 1899 unter dem Namen Bock-Wallendorf als neuer Endpunkt der Bahnstrecke Probstzella–Taubenbach am Hang der Bocksleite in Betrieb genommen. 14 Jahre später, am 31. Oktober 1913, wurde mit der Fertigstellung der Bahnstrecke von Lauscha aus dem Kopfbahnhof ein Durchgangsbahnhof. Allerdings verlor er hier einen Großteil seiner Bedeutung – vor allem im Güterverkehr, denn bis dahin war er Bestimmungsbahnhof für sämtliche Sendungen in die Gemeinde Lichte sowie für die spätere Kreisstadt Neuhaus am Rennweg.
1952 wurde der Bahnhof in Lichte (Thür) Ost umbenannt. Im Jahr 1963 kam es zur Schließung der Stückgutabfertigung sowie der Wagenladungsabfertigung. Der Bahnhof war noch bis zu Beginn der 1980er Jahre als Wasserstation für alle bergwärts fahrenden Dampfzüge wichtig, auch wenn er betrieblich nicht mehr besetzt war und lediglich ein Kreuzungsgleis besaß. Im Gegensatz zum Bahnhof Lichte hielt hier der Eilzug Leipzig–Sonneberg. Am 22. Januar 1997 wurde überraschend auf Grund technischer Mängel der Zugverkehr eingestellt. Zum 1. Juli 2006 genehmigte das Eisenbahnbundesamt die dauerhafte Einstellung des Zugverkehrs.
Inzwischen hat die Deutsche Regionaleisenbahn die Strecke gepachtet. Der im Januar 2008 gegründete DBV-Förderverein Max- und Moritz-Bahn e.V. erhielt am 20. August die Genehmigung zum Draisinenbetrieb. Dieser findet auf dem Streckenabschnitt zwischen den Bahnhöfen Schmiedefeld und Lichte Ost statt.
Am 6. November 2005 kam es aus bisher ungeklärter Ursache zu einem schweren Brand im ehemaligen Empfangsgebäude des Bahnhofes. Dabei wurde nahezu der gesamte Dachstuhl stark in Mitleidenschaft gezogen.